# Danuta Lato
Danuta Lato (Szufnarowa, 25 de novembro de 1963) é uma atriz, ex-modelo erótica e ex-cantora polaca, bastante popular nos anos 1980 no estilo Italo disco, ao lado de Samantha Fox e Sabrina (com quem integrou a coletânea Hot Girls).

## Biografia e carreira
Nascida numa pequena aldeia rural da Polônia (algumas fontes dando o ano de 1965 ao invés de 1963), como Danuta Irzyk, no começo da década de 1980 ela se mudou para a Alemanha onde iniciou a carreira como modelo erótico em revistas masculinas, tendo por atributo os seios fartos.
Com apenas 1,5 m de altura, suas medidas impressionavam: busto de 102 cm (ou 110, segundo algumas fontes), cintura de 58 cm e quadris com 88 cm, ela foi a primeira modelo da República Popular da Polônia que, saindo do país então comunista, alcançou sucesso no então chamado "Ocidente" - a primeira a fazê-lo depois de Kalina Jędrusik.
Segundo ela o busto lhe crescera de repente quando tinha 19 anos, o que no lugarejo em que morava representou um problema e ela odiava o contraste que estes faziam com suas pernas, além de ser necessário fazer sutiãs por encomenda já que não encontrava nas lojas algum que lhe servisse; ela ficou complexada com os seios, pois as pessoas comentavam: os rapazes diziam disfarçadamente que ela tinha "grandes orelhas", e as garotas que ela não era natural.
Na vila natal ela trabalhava como professora de jardim de infância e aos 20 anos teve um casamento que durou somente uma semana - sendo o primeiro divórcio do lugar; em 1984 ela foi descoberta por um empresário da então Alemanha Ocidental, para onde se mudou, que em pouco tempo a fez figurar de topless em várias revistas masculinas a começar pela versão alemã da Penthouse e que, ao final da década, já contava mais de 200 revistas.
Quando as pessoas da sua vila souberam, houve um grande escândalo e seus pais passaram por vários aborrecimentos mas que, quando ela começou a aparecer na televisão, aquilo tudo foi "perdoado"; contudo, quando souberam que ela estava tendo um relacionamento com um tedesco, antigo inimigo da guerra, novamente se voltaram contra ela.
Em 1987 sua canção "Touch My Heart", no estilo disco italiano, alcançou o topo das paradas na Polônia e na Espanha, fazendo sucesso ainda na Alemanha, Japão, Bélgica e Holanda; os hits seguintes - "For Your Love" "Wherever You Go", "Nobody's Woman" e "I Need You" não tiveram sucesso (com exceção do primeiro, que esteve entre as dez mais na Espanha).
Com o sucesso ela estrelou vários filmes alemães e foi conhecida também na Polônia natal, quando apareceu como Barbara na telessérie "W labiryncie". Em 1989 estrelou o filme pornográfico "Busen 2" e fez fotografias também de cunho pornográfico. Há, ainda, a suspeita de que ela fora apenas o rosto que aparecia nas canções, pois há enorme semelhança das vozes em hits posteriores de seu produtor, Luis Rodriguez.
No começo da década de 1990 ela se afastou quase completamente das atividades públicas, pouco se sabendo de sua vida - a não ser que divorciou-se pela segunda vez, tem uma filha e, ainda morando na Alemanha (em Bamberg), ali trabalhou como fisioterapeuta. Uma breve participação na telessérie "Ein Fall Für Zwei", em 1997, foi sua última.
Avessa a entrevistas, a artista ainda mantém contato com a terra natal, onde vive um seu irmão com a família.

## Discografia

### Singles
- 1987 – "Touch My Heart" / "I Need You"
- 1988 – Sensual Mix (feito na Espanha pela Divucsa e é uma mixagem parcial das canções Touch my heart e I need you)
- 1989 – "Whenever You Go" / "Nobody's Woman". realizada pela ZYX para a coleção Italo Disco.
- 1989 – "Nobody's Woman (feito na Espanha pela Splash Records)

### Outros hits
- 1988 – "For Your Love" (apenas em apresentações performáticas)
- 1994 – "Love To Love You" (apenas em apresentações performáticas)
- Danuta Lato aparece no álbum Angels in Motion de Eylin de Winter (creditada como "East Voice Danuta L.")

### Álbum coletânea
- 1989 – Hot Girls (com Samantha Fox e Sabrina)

## Filmografia
| Ano  | Título                               | Papel                      | Observações                                     |
| ---- | ------------------------------------ | -------------------------- | ----------------------------------------------- |
| 1985 | Drei und eine halbe Portion          | Stripper                   |                                                 |
| 1986 | Nipagesh Basivuv                     | Danuta                     | Filme humorístico israelense                    |
| 1986 | Total Bescheuert                     |                            |                                                 |
| 1987 | Soldier of Fortune                   |                            |                                                 |
| 1987 | Nipagesh Bachof                      | Danuta                     | Filme humorístico israelense                    |
| 1988 | Felix                                | Danuta                     |                                                 |
| 1989 | Busen 2                              | "Cover Girl"               |                                                 |
| 1989 | Beim nächsten Mann wird alles anders | Blondine                   |                                                 |
| 1989 | W labiryncie                         | Barbara                    | Aparece na 1ª temporada, episódios 35 e 38 a 42 |
| 1990 | Neshika Bametzach                    | Danuta – prostituta polaca |                                                 |
| 1990 | Das Erbe der Guldenburgs             |                            | Aparece na 3ª temporada, episódio 12            |
| 1991 | Pommes Rot-Weiß                      |                            |                                                 |
| 1997 | Ein Fall für zwei                    |                            | Aparece na 17ª temporada, episódio 5            |